# 山崎真實
山崎真實（1985年9月20日—），日本泳装模特兒、演員。出身自日本大阪府大阪市，隸屬 Asia Business Partners 公司。身高有170公分的她，擅長新式體操。2004年在日本的「Miss Magazine」表演比賽中獲得讀者特別獎獎項，備受注目，然後以泳装女藝人的姿態活躍藝壇。

## 個人簡介
山崎真實是一名左撇子。她4歲開始鍛鍊新式體操，就讀相愛中學時隸屬校內的新式體操部。2002年高中二年級時更在國民體育大會「高知國體」中成為大阪新式體操隊伍代表成員之一。2004年，在「Miss Magazine」中取得讀者特別獎，繼而進軍藝能界。同年，更與另一名「Miss Magazine」優勝者小阪由佳共同擔任OK便利店的形象大使，拍攝電視廣告。
2005年4月開始，為由日本放送協會製作的教育節目〈從100個單詞開始吧！英語會話〉擔任一年主持，接著又在收費電視台Sky PerfecTV!第371頻道中擔任2005年的娛樂新聞主播。在2006年年，拍攝特攝作品《轟轟戰隊冒險者》，飾演反派的女忍者「風之靜香」，開始備受矚目。同年10月憑著以個人為題材的廣播環節，在TBS廣播與信息公司中收聽率奪冠。曾傳出與日本演員玉木宏交往的小道消息。

## 演出紀錄

### 電影
- 水靈 ミズチ（2006年） - 飾演 野田美里
- 風雲兒（2006年） - 飾演 清水薰
- 轟轟戰隊冒險者 THE MOVIE 最強之秘寶（2006年） - 飾演 風之靜香
- Persona（2008年上映） - 飾演 御園日和
- 少林少女（2008年上映） - 飾演 清水真實
- 半身死靈 （2009年） - 飾演 平山理繪

### 電視劇
- Sunny-Side-UP（2005年7月6日 - 9月28日，京都放送） - 飾演 田中奈美
- いちばん暗いのは夜明け前 第8話（2005年8月21日、東京電視台） - 飾演 良子（女主角）
- 轟轟戰隊冒險者（2006年2月19日 - 2007年2月11日，朝日電視台） - 飾演 風之靜香
- 周五偵探劇場 おかしな刑事3（2006年6月24日，朝日電視台）
- Perfect・Partner 第2話 組長之戀（2007年3月23日、WOWOW） - 飾演 由利子（女主角）
- 神探伽利略（2007年10月15日 - 12月17日，富士電視台） - 飾演 柿坂千鶴
- Juncker（2008年1月1日，富士電視台） - 飾演 柿坂千鶴
- 爺爺25歲（2010年11月15日 - 11月24日、TBS） - 飾演 護士

### 電視資告
- OK便利店 - 與小阪由佳合演
- Spaworld
- 東京迪士尼樂園 - 2005年聖誕節特備節目
- Sapporo飲料（2006年）
- 資生堂「UNO」化妝產品 - （自2007年5月25日開始）

### 舞台
- Valentine☆Kiss（Pures，2007年2月10日 - 13日） - 飾演 水之江京子（女主角）

### 個人影片演出
- Miss Magazine 2004 山崎真實（2004年10月，Vap Inc.）
- 山崎真實 manifold（2005年3月，波麗佳音）
- ゆかまみ（2005年，利物浦） - OK便利店限定DVD）
- Beach Angels 山崎真實 in エルニド（2005年8月，Vap Inc.）
- 絕對山崎主義（2005年，利物浦）DVD格式，限定便利店發賣（2006年8月全面公開發賣）
- n'o（2006年4月，Vap Inc.）
- manifestation（2006年7月28日，波麗佳音）
- Venus（2006年11月29日，利物浦）限定便利店發賣（2007年8月全面公開發賣）
- 21（2007年4月25日，日本新力音樂）
- 超忍者隊INAZUMA！！SPARK（2007年，東映） - 飾演 三島つばめ
- 獸拳戰隊激氣連者 VS 冒險者（2008年，東映） - 飾演 風之靜香

### 遊戲軟體
- METAL GEAR SOLID 3 SUBSISTENCE（2005年，日本科樂美）

## 推出作品

### 寫真集
| 名稱                       | 日期          | 出版商     | ISBN               |
| MAMI藏 - 山崎真實1st寫真集 | 2005年2月     | 彩文館     | ISBN 4-7756-0062-1 |
| 月刊 山崎真實              | 2005年6月13日 | 新潮社     | ISBN 4-1079-0144-0 |
| マイマミ                   | 2005年12月    | 講談社     | ISBN 4-0636-4657-2 |
| 21                         | 2007年1月16日 | 學習研究社 | ISBN 4-0540-3127-2 |

## 外部連結
- Asia Business Partners 公式個人檔案
- 山崎真實的『我喜歡漫畫！』 （页面存档备份，存于）
- 月刊Charger 2006年12月號 No.10 - 山崎真實訪問
- 山崎真實的Instagram帳戶